# Іден (Вермонт)
Іден (англ. Eden) — місто (англ. town) в США, в окрузі Ламойлл штату Вермонт. Населення — 1338 осіб (2020).

## Демографія
Згідно з переписом 2010 року, у місті мешкали 1323 особи в 501 домогосподарстві у складі 354 родин. Було 712 помешкання
Расовий склад населення:
| - 97,7 % — білих - 0,5 % — корінних американців - 0,3 % — чорних або афроамериканців - 0,2 % — азіатів |

До двох чи більше рас належало 1,3 %. Частка іспаномовних становила 0,9 % від усіх жителів.
За віковим діапазоном населення розподілялося таким чином: 25,9 % — особи молодші 18 років, 64,8 % — особи у віці 18—64 років, 9,3 % — особи у віці 65 років та старші. Медіана віку мешканця становила 37,4 року. На 100 осіб жіночої статі у місті припадало 108,7 чоловіків;  на 100 жінок у віці від 18 років та старших — 109,0 чоловіків також старших 18 років.
Середній дохід на одне домашнє господарство  становив 66 428 доларів США (медіана — 53 906), а середній дохід на одну сім'ю — 68 060 доларів (медіана — 59 286). Медіана доходів становила 39 028 доларів для чоловіків та 35 688 доларів для жінок. За межею бідності перебувало 8,3 % осіб, у тому числі 7,3 % дітей у віці до 18 років та 9,6 % осіб у віці 65 років та старших.
Цивільне працевлаштоване населення становило 659 осіб. Основні галузі зайнятості: освіта, охорона здоров'я та соціальна допомога — 22,0 %, роздрібна торгівля — 17,8 %, будівництво — 14,1 %.